# Marcolin-Antonio Lamarche
Pour les articles homonymes, voir Lamarche.
Pour l’article ayant un titre homophone, voir LaMarche.
Marcolin-Antonio Lamarche était un critique littéraire québécois né en 1876 et décédé en 1950.
Il fut directeur de la Revue dominicaine et professeur à la Faculté de philosophie de l'Université de Montréal.
Il était membre de l'Ordre des Frères prêcheurs.

## Honneurs
- 1930 : Prix David